# 302-я стрелковая дивизия

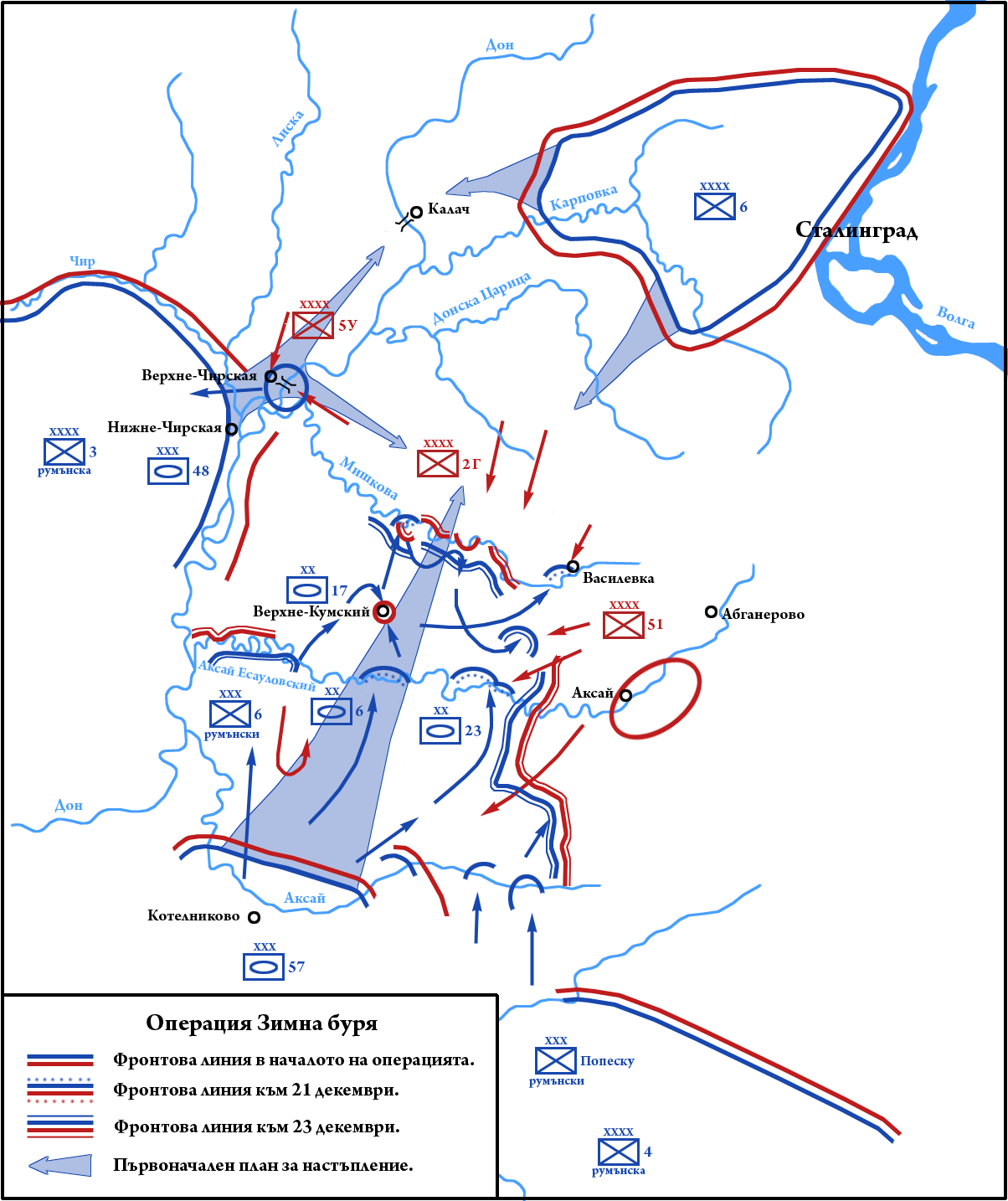
Ход операции «Винтергевиттер», западные условные знаки.

302-я стрелковая дивизия — воинское соединение (стрелковая дивизия, ранее горнострелковая дивизия) РККА Вооружённых Сил Союза ССР в Великой Отечественной войне.
Период боевых действий: с 1 апреля 1942 года по 11 мая 1945 года. Период вхождения в состав действующей армии: с 1 апреля 1942 года по 1 августа 1943 года, с 27 августа по 1 декабря 1943 года, с 13 января 1944 года по 11 мая 1945 года, а 302 гсд — с 1 октября 1941 года по 31 марта 1942 года. 302-я горно-стрелковая дивизия в марте — апреле 1942 года, переформирована в стрелковую дивизию, с тем же войсковым №. Полное действительное наименование формирования, по окончании Великой Отечественной войны — 302-я стрелковая Тарнопольская Краснознамённая ордена Кутузова дивизия.

## История

### 302-я горно-стрелковая дивизия
Дивизия была сформирована в соответствии отдельной директивой генштаба РККА № 768/орг, от 15 июля 1941 года, как 302-я горно-стрелковая дивизия. В конце того же месяца начался призыв военнообязанных 1905—1917 годов рождения в северных районах Сталинградской области. По воспоминаниям Юхимчука, первого начальника штаба дивизии, именно трудящиеся Сталинградской области стали её шефами и вели с ней переписку, которая представлена в Книге Памяти Волгоградской области.
В составе 51-й армии Крымского фронта дивизия участвовала в Керченско-феодосийской десантной операции. К 1 января 1942 года она вышла на рубежи Семисотка-Парпач.

### 302-я стрелковая дивизия
25 июля 1942 года немецкие войска перешли в наступление, дивизия (находившаяся в составе 51-й армии Северо-Кавказского фронта) вступила в оборонительные бои.
28 июля 1942 года танковые и механизированные части 48-го и 40-го танкового корпуса перешли в новое наступление в районе Николаевская — Константиновская, к концу дня между частями Северо-Кавказского фронта образовались большие разрывы. 29 июля немецкие войска упредили готовящийся контрудар 51-й армии на Николаевскую и Константиновскую. В результате прорыва моторизованных частей ВС Германии в этот день в деревне Большая Мартыновка был уничтожен штаб отдельного кавалерийского корпуса (погиб командир корпуса генерал-майор Б. А. Погребов и офицеры штаба, управление советскими войсками было утрачено). К исходу дня, около 19 часов, немецкие войска прорвали фронт на участке 302-й стрелковой дивизии.
27 ноября 1942 года немецкое командование заявляло об уничтожении дивизии, но данное сообщение опровергалось в оперативных сводках Совинформбюро.
12 декабря 1942 года группа армий «Дон» под командованием Эриха фон Манштейна начала операцию «Винтергевиттер» («Зимняя гроза»). Для советского командования удар на котельниковском направлении оказался неожиданным. 302-я стрелковая дивизия, принявшая на себя основной удар, была быстро рассеяна, вследствие чего во фронте 51-й армии возникла брешь. Это обеспечило немецким частям быстрое продвижение.

## Состав

### 302-я горно-стрелковая дивизия или 302 гсд
- управление
- 823-й горно-стрелковый полк
- 825-й горно-стрелковый полк
- 827-й горно-стрелковый полк
- 831-й горно-стрелковый полк
- 865-й лёгкий артиллерийский полк
- 870-й гаубичный артиллерийский полк
- 377-й отдельный истребительно-противотанковый дивизион
- 593-й отдельный зенитный дивизион
- 248-й кавалерийский эскадрон
- 601-й отдельный сапёрный батальон
- 634-й отдельный батальон связи
- 393-й медико-санитарный батальон
- 398-я автотранспортная рота
- 493-я полевая хлебопекарня
- 881-я полевая почтовая станция
- 891-я полевая касса Госбанка

### 302-я стрелковая дивизия или 302 сд
- управление
- 823-й стрелковый полк
- 825-й стрелковый полк
- 827-й стрелковый полк
- 865-й артиллерийский полк
- 19-й учебный батальон
- 231-й отдельный истребительно-противотанковый дивизион (до 18 ноября 1943 года)
- 232-й отдельный истребительно-противотанковый дивизион (с 19 ноября 1943 года)
- 248-я отдельная разведывательная рота
- 601-й отдельный сапёрный батальон
- 634-й отдельный батальон связи (634-я,335-я отдельная рота связи)
- 393-й медико-санитарный батальон
- 215-я отдельная рота химической защиты
- 398-я автотранспортная рота
- 426-я (493-я) полевая хлебопекарня
- 270-й дивизионный ветеринарный лазарет
- 881-я полевая почтовая станция
- 891-я полевая касса Госбанка[6]

## Награды дивизии
- 26 апреля 1944 года — почётное наименование «Тарнопольская» — присвоено приказом Верховного Главнокомандующего № 0108, от 26 апреля 1944 года, в ознаменование одержанной победы и за отличие в боях за город Тарнополь
- 10 августа 1944 г. —  Орден Красного Знамени — награждена указом Президиума Верховного Совета СССР от 10 августа 1944 года за образцовое выполнение заданий командования в боях с немецкими захватчиками, за овладение городом Львов и проявленные при этом доблесть и мужество.[7]
- 26 апреля 1945 г. —  Орден Кутузова II степени — награждена указом Президиума Верховного Совета СССР «О награждении орденами соединений и частей Красной Армии» за образцовое выполнение заданий командования в боях при прорыве обороны немцев и разгроме войск противника юго-западнее Оппельн и проявленные при этом доблесть и мужество.[8]

Награды частей дивизии:
- 823-й стрелковый Дембицкий[9] ордена Богдана Хмельницкого (II степени)[10] полк
- 825-й стрелковый Тарнопольский[11] Краснознамённый[12] ордена Суворова[10] полк
- 827-й стрелковый Краковский[13] ордена Богдана Хмельницкого (II степени)[10] полк
- 865-й артиллерийский Дембицкий[9] полк

## Командование

### Командиры
- Зубков, Михаил Константинович (15.07.1941 — 09.08.1942), полковник;
- Аменев, Алексей Фёдорович (10.08.1942 — 09.09.1942), полковник;
- Макарчук, Ефрем Федосеевич (10.09.1942 — 12.01.1943), полковник;
- Стеньшинский, Виктор Фёдорович (13.01.1943 — 01.02.1943), полковник;
- Родионов, Алексей Павлович (02.02.1943 — 02.10.1943), полковник;
- Кучеренко, Николай Пантелеймонович (03.10.1943 — 30.03.1945), полковник;
- Городный, Пётр Дмитриевич (31.03.1945 — 13.04.1945), подполковник;
- Клименко, Александр Яковлевич (14.04.1945 — 11.05.1945), полковник.

### Заместители командира
- Юхимчук, Александр Харитонович (??.02.1943 — ??.04.1943), полковник

### Начальники штаба
- Камейко Яков Ефимович майор декабрь 1941  — 17 мая 1942  — начальник штаба 302-й горно-стрелковой дивизии
- Яцун, Андрей Глебович (??.08.1941 — ??.11.1941), полковник
- Юхимчук, Александр Харитонович (??.05.1942 — ??.02.1943), полковник

## В составе
| Вышестоящие формирования в период Великой Отечественной войны | Вышестоящие формирования в период Великой Отечественной войны | Вышестоящие формирования в период Великой Отечественной войны | Вышестоящие формирования в период Великой Отечественной войны | Вышестоящие формирования в период Великой Отечественной войны |
| Дата                                                          | Фронт (округ)                                                 | Армия                                                         | Корпус                                                        |                                                               |
| ------------------------------------------------------------- | ------------------------------------------------------------- | ------------------------------------------------------------- | ------------------------------------------------------------- | ------------------------------------------------------------- |
| 01.08.1941 года                                               | Северо-Кавказский военный округ                               |                                                               |                                                               |                                                               |
| 01.12.1941 года                                               | Южный фронт                                                   | 51-я армия                                                    |                                                               |                                                               |
| 01.01.1942 года                                               | Крымский фронт                                                | 51-я армия                                                    |                                                               |                                                               |
| 01.04.1942 года                                               | Закавказский фронт                                            | 44-я армия                                                    |                                                               |                                                               |
| 01.05.1942 года                                               | Крымский фронт                                                | 51-я армия                                                    |                                                               |                                                               |
| 01.06.1942 года                                               | Северо-Кавказский фронт                                       | 44-я армия                                                    |                                                               |                                                               |
| 01.07.1942 года                                               | Северо-Кавказский фронт                                       |                                                               | 1-й стрелковый корпус                                         |                                                               |
| 01.08.1942 года                                               | Сталинградский фронт                                          | 51-я армия                                                    |                                                               |                                                               |
| 01.09.1942 года                                               | Юго-Восточный фронт                                           | 51-я армия                                                    |                                                               |                                                               |
| 01.10.1942 года                                               | Сталинградский фронт                                          | 51-я армия                                                    |                                                               |                                                               |
| 01.01.1943 года                                               | Южный фронт                                                   | 51-я армия                                                    |                                                               |                                                               |
| 01.07.1943 года                                               | Южный фронт                                                   | 51-я армия                                                    | 54-й стрелковый корпус                                        |                                                               |
| 01.08.1943 года                                               | Резерв Ставки ВГК                                             |                                                               |                                                               |                                                               |
| 01.09.1943 года                                               | Южный фронт                                                   |                                                               |                                                               |                                                               |
| 01.10.1943 года                                               | Южный фронт                                                   | 2-я гвардейская армия                                         | 13-й гвардейский стрелковый корпус                            |                                                               |
| 01.11.1943 года                                               | 4-й Украинский фронт                                          |                                                               |                                                               |                                                               |
| 01.12.1943 года                                               | 4-й Украинский фронт                                          |                                                               | 67-й стрелковый корпус                                        |                                                               |
| 01.01.1944 года                                               |                                                               | 69-я армия                                                    | 67-й стрелковый корпус                                        |                                                               |
| 01.02.1944 года                                               | 1-й Украинский фронт                                          | 47-я армия                                                    | 106-й стрелковый корпус                                       |                                                               |
| 01.03.1944 года                                               | 1-й Украинский фронт                                          |                                                               | 102-й стрелковый корпус                                       |                                                               |
| 01.04.1944 года                                               | 1-й Украинский фронт                                          | 60-я армия                                                    | 106-й стрелковый корпус                                       |                                                               |
| 01.08.1944 года                                               | 1-й Украинский фронт                                          | 60-я армия                                                    | 28-й стрелковый корпус                                        |                                                               |
| 01.05.1945 года                                               | 4-й Украинский фронт                                          |                                                               |                                                               |                                                               |

## Отличившиеся воины
Герои Советского Союза.
- Гришунов, Егор Матвеевич, майор, командир 865-го артиллерийского полка. Указ Президиума Верховного Совета СССР от 1 ноября 1943 года. Награждён посмертно.
- Живов, Анатолий Павлович, рядовой, телефонист взвода связи 827 стрелкового полка. Указ Президиума Верховного Совета СССР от 23 сентября 1944 года. Награждён посмертно.
- Курбатов, Василий Васильевич, рядовой, комсорг батальона 825 стрелкового полка. Указ Президиума Верховного Совета СССР от 29 июня 1945 года. Награждён посмертно.
- Кучеренко, Николай Пантелеймонович, полковник, командир дивизии. Указ Президиума Верховного Совета СССР от 6 апреля 1945 года. Погиб в бою 30 марта 1945 года.

 Кавалеры ордена Славы 3-х степеней.
- Бежанов, Керим Дагулович, старший сержант, командир миномётного расчёта 825 стрелкового полка.
- Гамрецкий Михаил Григорьевич, старший сержант, командир отделения 601 отдельного сапёрного батальона. За измену Родине был лишён всех государственных наград. Указ Президиума Верховного Совета СССР от 6 апреля 1948 года.
- Евсеев, Виктор Иванович, сержант, командир миномётного расчёта 825 стрелкового полка.
- Зинзивер, Яков Акимович, сержант, наводчик 45-мм пушки 827 стрелкового полка.
- Зозуля, Пётр Анисимович, младший сержант, командир отделения 823 стрелкового полка.
- Ивасюк, Фёдор Тимофеевич, красноармеец, стрелок 827 стрелкового полка.
- Коняев, Виктор Михайлович, старший сержант, разведчик 248 отдельной разведывательной роты.
- Крышевич, Дмитрий Андреевич, сержант, командир стрелкового отделения 825 стрелкового полка.
- Мерзляков, Иван Гаврилович, старший сержант, командир 76-мм орудия 232 отдельного истребительно-противотанкового дивизиона.
- Мироненко, Пётр Федосеевич, старший сержант, командир отделения 601 отдельного сапёрного батальона.
- Молчанов, Александр Данилович, сержант, командир орудийного расчёта 232 отдельного истребительно-противотанкового дивизиона.
- Нетребский, Владимир Петрович, старший сержант, командир миномётного расчёта миномётной роты 825 стрелкового полка.
- Прохоров, Илья Иосифович, сержант, разведчик-наблюдатель батареи 120-мм миномётов 823 стрелкового полка.
- Пульников, Семён Петрович, сержант, командир стрелкового отделения 827 стрелкового полка.
- Рубаев, Сапар, старшина, командир 76-мм пушки 232 отдельного истребительно-противотанкового дивизиона.
- Ситников, Александр Фёдорович, старший сержант, командир отделения автоматчиков 823 стрелкового полка.
- Стародумов, Пётр Георгиевич, сержант, командир отделения взвода пешей разведки 823 стрелкового полка.
- Фарин, Пётр Афанасьевич, старший сержант, заместитель командира разведывательного отделения 823 стрелкового полка.
- Янченко, Илья Платонович, старшина, командир отделения роты автоматчиков 823 стрелкового полка.

## В дивизии служили
- Власов, Василий Ефимович (1902—1978) — советский военачальник, генерал-майор.